# Coro del King's College, Cambridge
Il Coro del King's College, Cambridge è un coro britannico. È considerato uno dei rappresentanti più affermati e famosi della grande tradizione corale inglese. Fu creato dal re Enrico VI, che fondò il King's College a Cambridge nel 1441, per provvedere ai canti quotidiani nella sua cappella, che rimane il compito principale del coro ancora oggi.
Oggi il coro è diretto da Daniel Hyde, dopo la morte di Sir Stephen Cleobury nel 2019, e deriva gran parte della sua fama dal Festival of Nine Lessons and Carols, trasmesso in tutto il mondo a milioni di ascoltatori la vigilia di Natale di ogni anno insieme al servizio televisivo Carols dal King's che lo accompagna. Il coro commissiona un inno natalizio di un compositore contemporaneo per il Festival di ogni anno.

## Storia

### Storia antica
Gli statuti specificano che il coro consiste di dieci cappellani, sei impiegati (cantanti laici) e sedici coristi che dovevano essere "poveri e bisognosi, di buone condizioni e di oneste conversazioni... sapendo con competenza come leggere e cantare". Forse riconoscendo il carico di lavoro posto ai cantori che dovevano cantare tutti insieme mattutino, messa e vespri, gli statuti hanno anche affermato che "avrebbero dovuto essere doppiamente occupati con i doveri prescritti e con la loro istruzione".
Quando Enrico VI fu deposto durante la Guerra delle due rose nel 1460, il coro fu probabilmente ridotto di numero a causa della mancanza di fondi, anche se nel 1467 il coro completo era di nuovo in residenza. Durante questo periodo il coro cantava in una cappella temporanea, con la cappella del King's College ancora in costruzione. Il 22 aprile 1506, Enrico VII visitò Cambridge e partecipò a Evensong e il giorno seguente ascoltò la messa con il vescovo John Fisher. In seguito a questa visita, decise di finanziare la continuazione della costruzione, che fu continuata dal suo successore Enrico VIII, il completamento alla fine arrivò nel 1536.
Elisabetta I visitò la cappella nel 1564 e partecipò a Evensong il 5 agosto e di nuovo la notte seguente, anche se si presentò tardi, facendo ricominciare il servizio. È stato registrato che fu cantato il discanto (una forma polifonica antica con una melodia eseguita come contrappunto a un canto piano) come probabilmente era stato sin dalla fondazione del college.
Durante il regno di Oliver Cromwell il numero di servizi corali si ridusse e i coristi uscenti non venivano sostituiti. Nel 1651 rimase un solo corista e nel 1654 non ce n'erano. I laici erano ancora trattenuti durante questo periodo; è probabile che abbiano cantato inni secolari, anche durante la Guy Fawkes Night. Dopo la restaurazione della monarchia nel 1660, furono nominati immediatamente dieci coristi; il coro fu a pieno regime nel 1666.
Nel 1827 un'indagine sulle scuole corali inglesi fece notare che: "i coristi prestano servizio nella cappella una volta al giorno nei giorni comuni, nei giorni della domenica e dei santi due volte, mattina e sera, e possono cantare anche nelle cappelle degli altri college e nella chiesa di Santa Maria. Sono istruiti nel canto dall'organista e nella lettura, scrittura e aritmetica da un maestro nominato dal Collegio. Gli Statuti prescrivono che dovrebbero avere meno di 12 anni all'ammissione. Sono ammessi generalmente all'età di otto anni e lasciano il coro quando la voce cambia registro".

### Riforma durante il diciannovesimo secolo
Intorno al 1860 fu riconosciuto che gli standard musicali nel coro necessitavano di un miglioramento. L'indagine di John Jebb del 1843 sui cori anglicani scoprì che "a Cambridge, il servizio corale ha subito mutilazioni in tutte le aree in cui è impegnato. Il King's College ha ridotto il numero originale dei suoi cappellani da tre a uno e pur mantenendo i suoi sedici coristi (che evidentemente erano destinati a essere proporzionati a un corpo più numeroso di cantanti adulti), ci sono solo un piccolo numero di impiegati, troppo scarsi per il magnifico organo che li accompagna e per la Cappella senza rivali in cui lavorano. Il Coro in realtà interviene due volte al giorno, ma le preghiere non vengono cantate (un'innovazione molto moderna) e al servizio della domenica mattina non si canta il Credo di Nicea ". Tra gli impiegati laici, i cui compiti erano attualmente divisi anche nel dover cantare al Trinity College, l'indisciplina e l'assenteismo erano comuni.
La riforma è iniziata dopo la fine del Cambridge University Act del 1856, che permise di modificare gli statuti e la gestione del college. Furono specificati due cappellani e dodici impiegati laici e la condivisione dei doveri col Trinity terminò nel 1871. Nello stesso anno venne nominato un nuovo Maestro dei coristi, il quale fu incaricato di essere "attento alla loro condotta morale" e "mantenere il discepolo senza eccessiva severità in ogni momento sempre". Le condizioni per i coristi furono migliorate con l'intenzione di reclutare ragazzi provenienti da un contesto sociale più elevato. Furono istruiti sulla musica strumentale e sull'assistenza finanziaria all'uscita dal college.
Per allargare ulteriormente il campo per la selezione si decise di aprire un collegio invece di pagare per i coristi per essere alloggiati con le famiglie locali. A partire dal 1876 fu decretato che i ruoli di corisiti fossero aperti a tutti i candidati "sia se residenti a Cambridge che altrove" con quelli residenti fuori città alloggiati a spese del college e una scuola del King's College appositamente costruita fu aperta due anni dopo. Sempre nel 1876 fu deciso di assegnare borse di studio corali, con gli studenti che sostituivano gli impiegati laici impiegati permanentemente. I contratti esistenti significavano che questo fu un processo lento, con l'ultimo impiegato che se ne andò nel 1928.
Il 1876 vide anche la nomina di un nuovo organista con un aumento del salario, Arthur Henry Mann. C'era poco o nessun addestramento formale degli insegnanti di coro in quel momento in Inghilterra, molti erano organisti che insegnavano al coro ad seguire qualunque tecnica essi stessi alla quale fossero stati sottoposti come ex coristi. Mann fu fortunato a questo proposito, essendo stato un corista alla cattedrale di Norwich sotto il rinomato Zechariah Buck. Mann era quindi un eccezionale insegnante di coro e migliorò notevolmente la reputazione del King's College Choir. Lavorò per migliorare la dizione e la tempistica del coro per consentire loro di lavorare con l'acustica della cappella e il suo riverbero particolarmente lungo. Aprì anche servizi al pubblico, mentre in precedenza i visitatori avevano bisogno di un permesso scritto per partecipare.

## Appartenenza al coro

### Coristi
Gli statuti del College prevedono sedici coristi. Questi sono ragazzi che sono stati educati alla King's College School. Provengono da una varietà di esperienze con borse di studio disponibili per le famiglie che non possono permettersi le tasse scolastiche sussidiarie. I ragazzi di solito si uniscono al coro come coristi in prova a otto anni dopo un'audizione riuscita all'età di sei o sette anni. Dopo due anni come in prova entrano nel coro come coristi completi, partendo tre anni dopo o prima se la loro voce cambia.

### Studiosi di coro
From the beginning of the 20th century the fourteen lower voices of the choir have been provided by undergraduates who sing as Choral Scholars. These students must gain an academic place at Cambridge University as well as successfully obtaining a choral award at King's College through an audition process. They remain in the choir throughout their typically three year degree. Although some will study for a degree in music, many study other subjects with only medicine and architecture being incompatible.

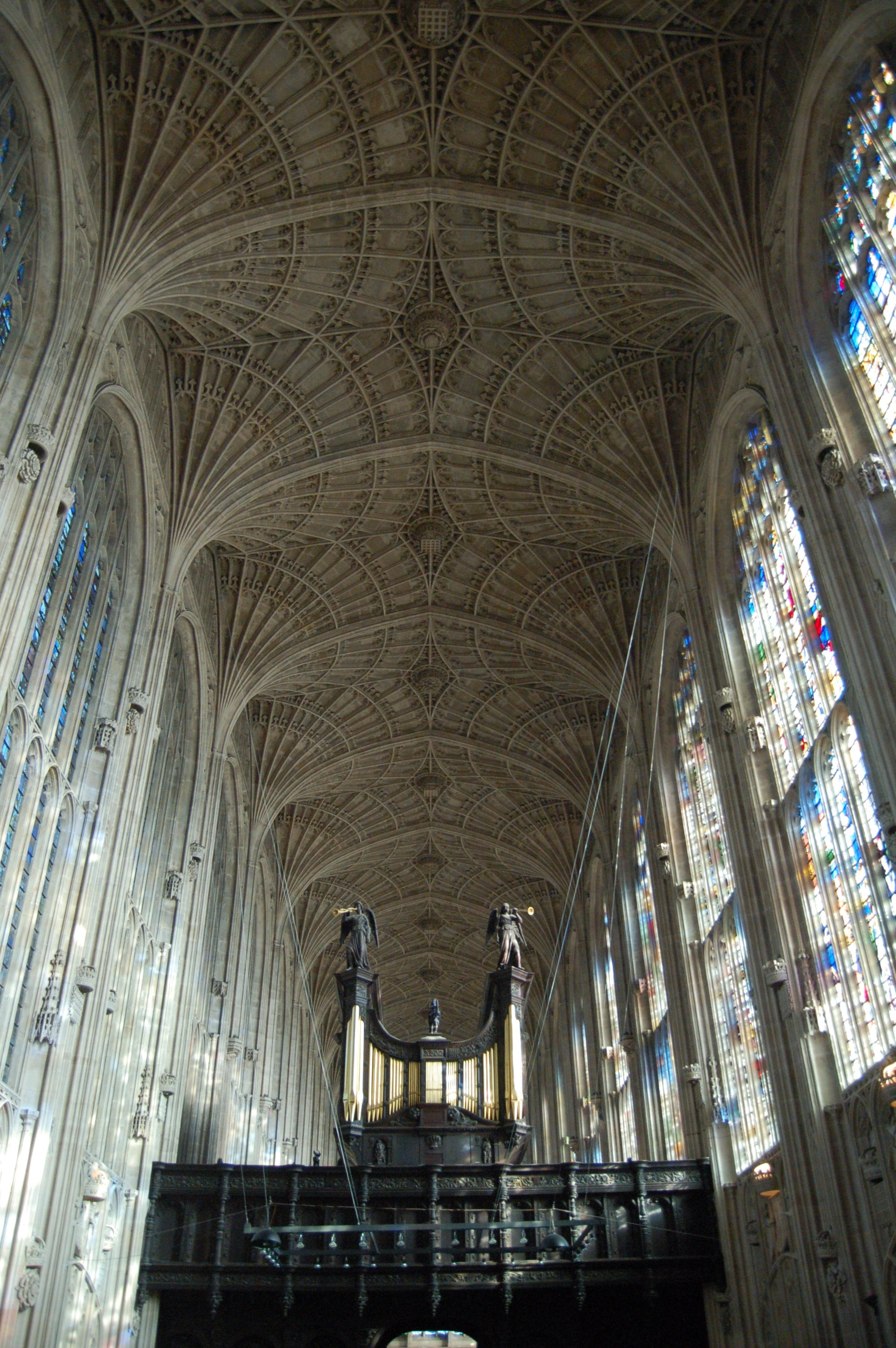
L'organo e la volta della King's College Chapel, a Cambridge

Very occasionally, a Lay Clerk may be appointed in place of a Choral Scholar, usually if a vacancy arises unexpectedly: for example, when a student, having gained a conditional place at the college (subject to A-level grades being achieved) fails to meet the conditions. Such Lay Clerks have, to all intents and purposes, the same status as a Choral Scholar. The few Lay Clerks that have existed (since the establishment of Choral Scholars) have often been Choral Scholars agreeing to remain for an additional year.
The Choral Scholars form collectively, in their spare time, a separate group, The King's Men, singing a wide range of music written for men's voices, from early music through to barbershop arrangements (many of the latter having been written exclusively for the group by present/former Choral Scholars).

#### Gruppi generati dagli studiosi di coro
Vari gruppi di canto sono stati generati da gruppi di studiosi di coro:
- The King's Men, precedentemente noti come Collegium Regale, costituivano gli attuali studiosi di coro
- The King's Singers (1968–in attività)
- The Scholars (1968-2010) and The Scholars Baroque Ensemble
- Pange Lingua, diretto da Berty Rice (anni '90)
- Polyphony (1986–in attività)

### Studiosi di organo
L'organo è suonato da due studiosi di organo, che, come gli studiosi del coro, sono studenti (in genere laureandi) del college. Viene assegnata una borsa di studio per l'Organo in quanto necessaria per assicurare che ci siano sempre due Organisti universitari nel Collegio; un nuovo studioso viene nominato per prendere il posto del precedente quando si laurea. Se il direttore musicale non è presente per una qualche ragione, un organista si assume la responsabilità di dirigere il coro.

## Attività di interpretazione e registrazione
Il coro mantiene un consistente programma di registrazione e di tournée, oltre alle sue funzioni presso la King's College Chapel, a Cambridge.

### Tournée e spettacoli
Il coro fece la sua prima tournée nel 1936, visitando Paesi Bassi, Germania, Danimarca e Svezia. Negli ultimi anni il coro ha fatto tournée in tutta Europa, Stati Uniti, Sud America, Australia e Asia.
Il coro si esibisce regolarmente nel Regno Unito, dando concerti nelle principali sale da concerto di Londra, così come in numerosi festival in tutto il paese. Nel 2013 il Coro del King's College, Cambridge, ha cantato durante il ricevimento pasquale del Primo Ministro tenutosi al numero 10 di Downing Street. Si esibisce anche con orchestre sinfoniche, come la BBC Symphony Orchestra ai BBC Proms nel 2005 e nel 2009, la London Symphony Orchestra e esegue un annuale concerto di Natale con la Philharmonia Orchestra alla Royal Albert Hall.

### Registrazioni
La prima pubblicazione commerciale del coro è stata una registrazione del 1929 di Bach God liveth still e Up, up my heart with gladness sull'etichetta HMV, pubblicata nel 1931. Nel 1963 ha pubblicato una registrazione storica del Miserere di Allegri con il solista acuto Roy Goodman. Un lavoro poco conosciuto all'epoca, questa versione lo ha portato a diventare uno dei lavori corali più popolari a cappella.
Il coro ha registrato più di 100 album, sulle etichette EMI e Decca. Nel 2013 il coro ha lanciato la propria etichetta, King's College Recordings, che gli avrebbe permesso di guadagnare più libertà artistica rispetto alle sue pubblicazioni. Le pubblicazioni di questa etichetta comprendono Nine Lessons and Carols, con una selezione di musica dal servizio della vigilia di Natale, il Requiem di Mozart: pubblicazioni contenenti il Requiem di Mozart, oltre a movimenti musicali completi realizzati da altri compositori e il St Nicolas di Britten. Il coro è stato innovativo nel suo rilascio di registrazioni, poiché oltre ai CD standard ha proposto Super Audio CD, Dolby Atmos, e download di versioni dei suoi album in audio Blu-ray FLAC a 24 bit.
Dal 2013 il coro ha anche iniziato a mettere a disposizione le registrazioni dei suoi servizi corali. Questi possono essere ascoltati dal sito web del coro. Nel 2017 per la prima volta renderanno disponibile come download video del servizio natalizio televisivo di Carol's From King.

#### Registrazioni sull'etichetta del coro, King's College, Cambridge
- 2016 - Evensong Live 2016
- 2016 - Hymns from King's
- 2015 - 1615 Gabrieli in Venice
- 2015 - Evensong Live 2015
- 2015 - English Hymn Anthems
- 2014 - Favourite Carols from King's
- 2014 - Fauré Requiem
- 2013 - Britten: St Nicolas (with the Britten Sinfonia)
- 2013 - Mozart Requiem: Realisations (with the Academy of Ancient Music)
- 2012 - Nine Lessons and Carols

#### Registrazioni sotto l'etichetta EMI Classics
- 2008 - Christmas at King's
- 2007 - I Heard a Voice - Music of the Golden Age
- 2006 - Brahms: Ein Deutsches Requiem
- 2006 - Purcell: Music for Queen Mary
- 2005 - On Christmas Day
- 2005 - Canto gregoriano
- 2005 - John Rutter: Gloria
- 2005 - Heavenly Voices
- 2004 - Rachmaninoff: Liturgia di San Giovanni Crisostomo
- 2002 - Vivaldi: Gloria, Magnificat, Dixit Dominus
- 2001 - Handel: Coronation Anthems
- 2001 - Best Loved Hymns
- 2000 - J.S. Bach: Magnificat
- 1999 - Rachmaninoff: All-Night Vigil (Vespers)
- 1998 - Rutter: Requiem

## Direttori di musica e organisti
Il Coro è diretto dal direttore musicale, un collega del college. Prima del 1876 il coro era diretto dall'organista.
- 1606-1619?: John Tomkins
- 1622-1623: Matthew Barton
- 1624-1626: Giles Tomkins
- 1627-1670: Henry Loosemore
- 1670-1726: Thomas Tudway
- 1726-1742: Robert Fuller
- 1742-1799: John Randall
- 1799-1855: John Henry Pratt
- 1855-1876: William Amps
- 1876–1929: Arthur Henry Mann
- 1929–1957: Boris Ord
- 1940–1945: Harold Darke (Sostituto di Boris Ord durante la seconda guerra mondiale)
- 1957–1973: Sir David Willcocks
- 1974–1982: Sir Philip Ledger
- 1982–2019: Stephen Cleobury[23]
- 2019-presente: Daniel Hyde

## Musicisti di rilievo ex membri
- Ralph Allwood (prete laico) - Direttore di coro
- Benjamin Bayl (studioso d'organo) - Direttore d'orchestra
- Christopher Bowers-Broadbent (corista) - Organista e compositore
- Timothy Byram-Wigfield (corista) - Organista
- Timothy Brown (studioso di coro) - Direttore d'orchestra
- John Carol Case (studioso di coro) - baritono
- Clive Carey (corista) - baritono e compositore
- Michael Chance (studioso di coro) - controtenore
- Bob Chilcott (corista e studioso di coro) - Compositore
- Robert Cowper (prete laico) - Compositore
- Sir Andrew Davis (studioso d'organo) - Direttore d'orchestra
- Richard Farnes (corista e studioso d'organo) - Direttore d'orchestra
- Gerald Finley (studioso di coro) - baritono
- Edward Gardner (studioso di coro) - Direttore musicale, English National Opera
- Orlando Gibbons (corista) - compositore
- James Gilchrist (studioso di coro) - tenore
- Roy Goodman (corista) - Direttore d'orchestra
- Francis Grier (studioso d'organo) - compositore
- David Goode (studioso d'organo) - Organista
- Daniel Hyde (studioso d'organo) - Organista e Direttore d'orchestra
- Guy Johnston (corista) - violoncellista
- Brian Kay (studioso di coro) - basso e presentatore radiofonico
- Andrew Kennedy (studioso di coro) - tenore
- Stephen Layton (studioso d'organo) - Direttore d'orchestra, Direttore della polifonia
- Tim Mead (studioso di coro) - controtenore
- Mark Padmore (studioso di coro) tenore
- Julian Perkins (studioso di coro) - Direttore d'orchestra e suonatore di tastiera
- Quentin Poole (corista) - Oboista e Direttore d'orchestra
- John Potter (corista) - tenore e accademico
- Simon Preston (corista e studioso d'organo) - Organista e Direttore d'orchestra
- Christopher Purves (corista) - basso-baritono
- Robert Quinney (studioso d'organo) - Direttore di coro e Organista
- Nigel Rogers (studioso di coro) - tenore
- Richard Salter (studioso di coro) - baritono
- Mark Stone (studioso di coro) - baritono
- Robin Tyson (studioso di coro) - controtenore
- Robert Tear (studioso di coro) - tenore
- Thomas Trotter (studioso d'organo) - Organista
- Christopher Tye (corista e prete laico) - compositore
- Stephen Varcoe (studioso di coro) - basso-baritono
- James Vivian (studioso d'organo) - Organista
- Sir David Willcocks  (studioso d'organo) - Direttore d'orchestra
- Jonathan Willcocks (corista) - compositore e Direttore d'orchestra.